# Мосциці-Дольне
Мосциці-Дольне (пол. Mościce Dolne) — село в Польщі, у гміні Славатичі Більського повіту Люблінського воєводства. Населення — 203 особи (2011).

## Історія
За німецьким переписом 1940 року, у селі проживало 752 особи, з них 393 поляки і 359 «фольксдойче».
У 1975—1998 роках село належало до Білопідляського воєводства.

## Демографія
Демографічна структура станом на 31 березня 2011 року:
|          | Загалом | Допрацездатний вік | Працездатний вік | Постпрацездатний вік |
| -------- | ------- | ------------------ | ---------------- | -------------------- |
| Чоловіки | 105     | 15                 | 70               | 20                   |
| Жінки    | 98      | 13                 | 54               | 31                   |
| Разом    | 203     | 28                 | 124              | 51                   |